# Джилихур
Джилихур (рут. Джилихур) — село в Рутульском районе Дагестана. Входит в Мюхрекское сельское поселение.

## Этимология
Впервые упоминанается в русских документах как «Чиликюрт». Название состоит из двух корней «Чилик», (Джиликь) от слова «ровный», равнинный и «юрт» (тюркское) — поселение. Исследователи полагают, что полное название села, возможно, звучало как «джиликьдед курд» — то есть «равнинное поселение». Как и название реки Кара-Самур, что протекает возле села, полное название которой, на местном наречии звучит как «Каб ад нецl», в переводе на русский язык «река протекающая в зарослях», сами джилихурцы в обиходной речи произносят коротко — «Кабнецl».
По мнению Ибрагимова Г. X. этимология села происходит от лезгинского ЦIийи-хуьр «Новое село».[необщепризнанная версия] В то же время Ибрагимов Г. X. отмечает, что происхождение названий ряда рутульских сёл пока остается невыясненным.

## География
Село расположено у южного подножья Самурского хребта, в долине реки Кара-Самур, в месте впадения в неё реки Джилихур, в 19 километрах к северо-западу от районного центра села Рутул. Высота села над уровнем моря: 1924 метра.

## Население
| 1926 | 1939 | 1970 | 1989 | 2002 | 2010 | 2021 |
| ---- | ---- | ---- | ---- | ---- | ---- | ---- |
| 251  | ↘249 | ↗521 | ↘480 | ↗826 | ↘743 | ↘618 |

По переписи 2002 года в селе проживало 828 человек. Моноэтническое рутульское село.
В настоящее время в селе проживают представители 10 тухумов: Медейер, Къазахъар, Дашлайер, Махъайер, Кӏорчантаймар, Маъдийер, Миьтарар, Хырыцӏар, Гьаӏли-бейер, Пирасинар.

## История
Первое упоминание о селе датируется 1838 годом.. Село образовано переселенцами из села Мюхрек. Многие джилихурские тухумы имеют родовые захоронения в селении Мюхрек. Джилихурцы, как и жители сёл Мюхрек и Цудик, говорят на ихрекско-мюхрекском диалекте рутульского языка.
Старая часть села, с узкими и извилистыми улочками сходится с правой стороной речки Мюхрекчай, у подножия горы (перевал, отрог Главного Кавказского хребта) под названием Цейлахан. На противоположной стороне речки расположены широкие улочки и аккуратно выстроенные дома. Изначально, как и всякое другое горное село, жители строили здесь временные жилища. Открытая со всех сторон территория села не могла защитить сельчан от возможных вражеских набегов.
Возле нынешнего села Джилихур проходил древний торговый путь, который и поныне называется Караванный путь.
В голодные годы Великой Отечественной войны и в последующие первые послевоенные годы, среди жителей села, не получило широкого распространения отходничество, в отличие от жителей многих сёл Рутульского района.
В настоящее время Джилихур одно из крупнейших сёл Рутульского района. Дома раскинулись на обоих берегах речки Мюхрекчай. С северной стороны граница села практически вплотную приблизилась к границе села Цудик. Также, с западной стороны, значительно уменьшилось расстояние между село Джилихур и селом Аран.